# Тогусский наслег
Тогусский наслег — сельское поселение в Вилюйском улусе Якутии Российской Федерации.
Административный центр — село Балагаччы.

## История
Статус и границы сельского поселения установлены Законом Республики Саха (Якутия) от 30 ноября 2004 года N 173-З N 353-III «Об установлении границ и о наделении статусом городского и сельского поселений муниципальных образований Республики Саха (Якутия)».
Постановлением Правительства Республики Саха (Якутия) от 25.12.2013 г № 450 упразднено село Сеят

## Население
| 2002 | 2010 | 2011 | 2012 | 2013 | 2014 | 2015 |
| ---- | ---- | ---- | ---- | ---- | ---- | ---- |
| 668  | ↘601 | ↘600 | ↘583 | ↘573 | ↘554 | ↗561 |
| 2016 | 2017 | 2018 | 2019 | 2020 | 2021 |      |
| ↘551 | ↗554 | ↘546 | ↘544 | ↘541 | ↗554 |      |

## Состав сельского поселения
| № | Населённый пункт | Тип населённого пункта       | Население |
| - | ---------------- | ---------------------------- | --------- |
| 1 | Балагаччы        | село, административный центр | ↗554      |

### Упразднённые населённые пункты
село Сеят (в 2013 году)